# 硝酸尿素
硝酸尿素（しょうさんにょうそ）は硝酸と尿素との複塩の1つ。酸性である。

## 合成
硝酸液と尿素との反応で沈殿してできる。反応液を冷却する事により収量を増やす事ができる。

## 性質
急激な加熱や衝撃により爆発することがある。水に対する溶解度は割合に小さいが熱水には易溶、硝酸に難溶。水溶液中では尿素を遊離する。アルコールへの溶解度 (30 ℃) はメタノール 5.05 %、エタノール 11.65%。吸湿性や潮解性はないが炭酸カルシウムなどの無機塩が混じると吸湿性大となる。濃硫酸で処理することによりニトロ尿素を生成する。
窒素肥料として研究された事があるが酸性度が強すぎるため実用化にはいたらなかった。強力な低温爆薬としても水分が存在すると腐食性を発現するため、一部の混合爆薬の成分として使われたにとどまっている。爆薬の安定剤として使用された事もある。
- 化学式: HNO3･OC(NH2)2
- 白色結晶
- 単斜晶系
- 融点: 152 ℃ （分解）
- 爆速: 7165 m/s (1.59), 3,200 (0.68)
- トラウズル値: 91
- N 34.1%